# Blinky Bill’s Weiße Weihnacht
Blinky Bill’s Weiße Weihnacht ist der zweite längere Zeichentrickfilm mit dem Koala Blinky Bill und seinen Freunden.

## Inhalt
Alle Bewohner von Greenpatch breiten sich auf die Weihnachtsfeiertage vor. Als Blinky Bill ihm in sein Weihnachtsmannkostüm helfen will, geht ihm durch ein Missgeschick die Schneekugel mit einem Tannenbaum des alten Wombats, namens Mister Wombat kaputt. Darüber ist Mister Wombat sehr traurig, weil es seine einzige Erinnerung an ein weißes Weihnachten mit einem Tannenbaum war. Blinky Bill will es wiedergutmachen und eine echte Tanne für Mister Wombat besorgen. So macht er sich mit seinem Freund Flap auf ins ferne Wollemi-Tal, die versprochene Tanne für das bevorstehende Weihnachtsfest zu holen.

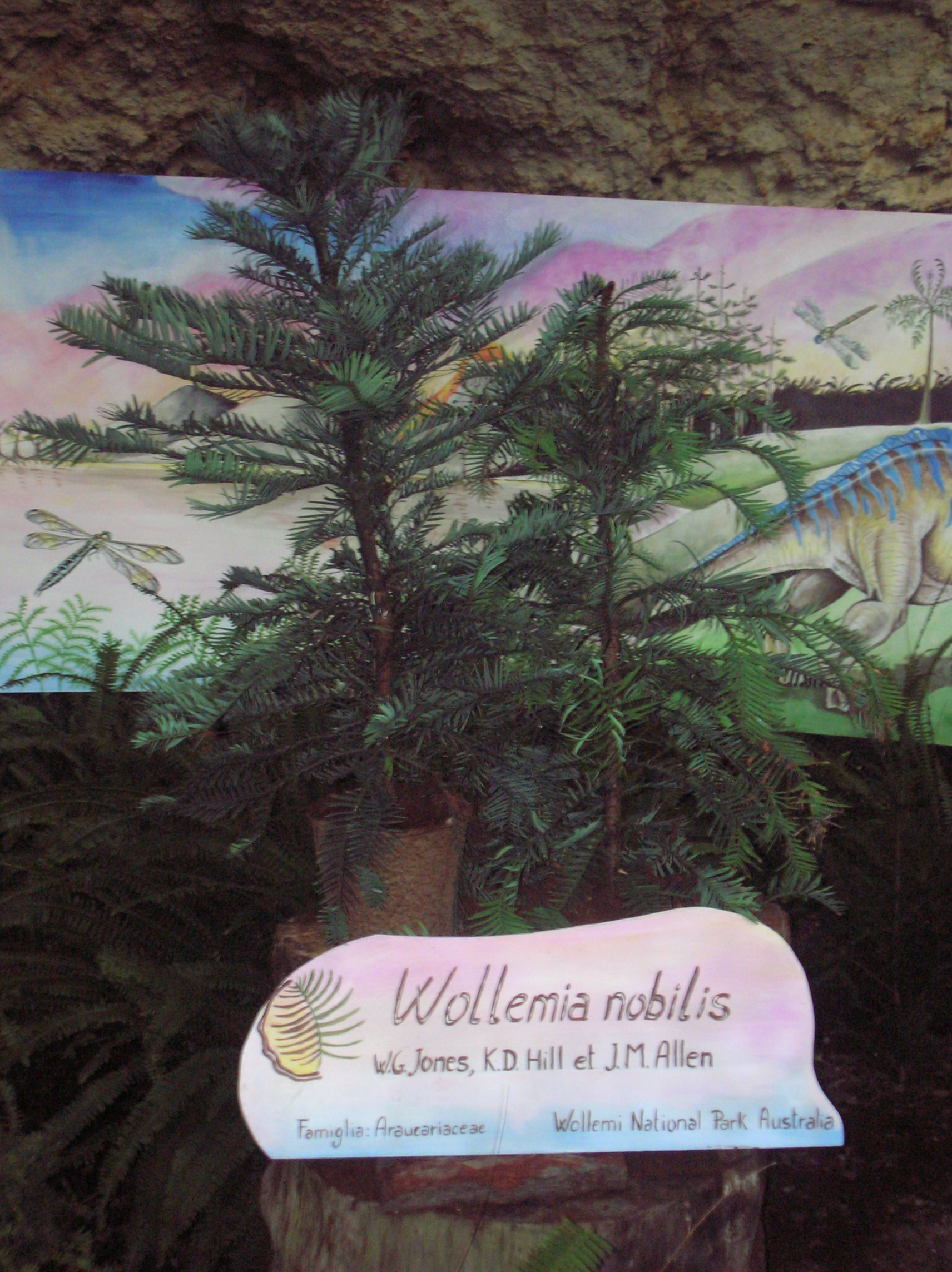
Eine Wollemi-(Tanne) im Pflanzkübel

## Figuren und deren Sprecher
| Figur                                   | englischer Sprecher | deutsche Sprecher |
| --------------------------------------- | ------------------- | ----------------- |
| Blinky Bill, männlicher Koala           | Robyn Moore         | Ilona Brokowski   |
| Nutsy, weiblicher Koala                 | Robyn Moore         | Giuliana Jakobeit |
| Mister Wombat, männlicher, alter Wombat | Keith Scott         | Bert Franzke      |
| Flap, männliches Schnabeltier           | Keith Scott         | Sven Plate        |
| Splodge, männliches Känguru             | Keith Scott         | Tobias Kluckert   |
| Bürgermeister, männlicher Pelikan       | Keith Scott         | Peter Groeger     |
| Chopper, Mann (Pflanzenwilderer)        | Keith Scott         | Tilo Schmitz      |
| Sly, Mann (Pflanzenwilderer)            | Shane Withington    | Gerald Schaale    |

## Veröffentlichungen
Der Film Blinky Bill’s White Christmas wurde am 24. Dezember 2005 zum ersten Mal in Australien beim Sender Seven Network veröffentlicht. Die Deutschlandpremiere war am 24. Dezember 2006 beim Sender KIKA. Weitere Ausstrahlungen liefen im Dezember von 2007 bis 2015 im KIKA oder beim RBB während der Vorweihnachtszeit.